# Pumpenbil
Pumpenbil är en del av en befolkad plats i Australien. Den ligger i kommunen Tweed och delstaten New South Wales, i den sydöstra delen av landet, omkring 640 kilometer norr om delstatshuvudstaden Sydney.
Runt Pumpenbil är det glesbefolkat, med 19 invånare per kvadratkilometer.. Närmaste större samhälle är Crystal Creek, omkring 18 kilometer nordost om Pumpenbil. 
I omgivningarna runt Pumpenbil växer i huvudsak städsegrön lövskog. Genomsnittlig årsnederbörd är 1 801 millimeter. Den regnigaste månaden är januari, med i genomsnitt 320 mm nederbörd, och den torraste är oktober, med 41 mm nederbörd.